# Slash
Saul Hudson (Londres, 23 de julho de 1965), conhecido pelo seu nome artístico Slash, é um guitarrista anglo-americano mundialmente famoso como integrante da formação clássica da banda Guns N' Roses, com quem alcançou sucesso mundial no final da década de 1980 e início dos anos 90. Em sua carreira posterior, Slash integrou algumas outras bandas, bem sucedidas em sua maioria, e em 2011 iniciou uma carreira solo, em que até agora lançou cinco discos.
Slash completou a formação clássica do Guns N' Roses em 1985 e, no ano seguinte, a banda lançou um EP Live ?!*@ Like a Suicide, e em 1987 o grupo lançou seu primeiro disco, Appetite for Destruction, que não teve nenhum grande impacto inicial, mas acabou ganhando grande popularidade com o tempo, transformando-se em um sucesso de vendas e consolidando a carreira do grupo. No ano de 1988, a banda lança outro disco que explodiu em vendas, o grandioso G N' R Lies. Em 1991, o conjunto lança seu novo disco dividido em duas partes, Use Your Illusion I e Use Your Illusion II, e apesar dos álbuns terem atingido grande sucesso, o relacionamento de Slash com o vocalista Axl Rose se deteriorou com o passar dos anos e o guitarrista deixou o grupo em 1996. Nos anos seguintes, Slash trabalhou com seu projeto independente, Slash's Snakepit, mas os problemas com drogas do músico e a péssima conduta dos demais integrantes levaram ao fim do grupo em 2001. Slash formou uma nova banda em 2004, Velvet Revolver, e apesar do sucesso alcançado, a saída do vocalista Scott Weiland encerrou a carreira do grupo. Em 2010, Slash assinou contrato para um carreira sob seu próprio nome e lançou seu primeiro disco, Slash, produzido ao lado de vários músicos, e acompanhado por uma banda de apoio que o guitarrista realizou uma turnê mundial entre 2010 e 2011 junto com Myles Kennedy escolhido como vocalista de sua banda. Em 2012, o músico lançou seu novo disco, Apocalyptic Love, novamente com a banda de apoio que lhe ajudou a gravar seu álbum anterior mas que agora contava com a presença fixa do vocalista Myles Kennedy, e iniciou uma nova turnê ao redor do mundo, turnê essa que foi muito bem recebida e aclamada pelo público. Em Setembro de 2014, Slash e sua banda Slash featuring Myles Kennedy and The Conspirators lançaram seu terceiro disco intitulado World On Fire sendo muito bem recebido pela crítica mundial e considerado o disco mais pesado criado pelo guitarrista. No dia 5 de janeiro de 2016, Slash anuncia seu retorno ao Guns N' Roses. Atualmente, Slash é o guitarrista solo do Guns N' Roses e também da sua banda Slash Featuring. Myles Kennedy And The Conspirators.
Slash tem recebido elogios da crítica como um guitarrista desde o início de sua carreira, recebendo diversos prêmios e homenagens até hoje. A revista Time nomeou-o vice-campeão em sua lista de "Os 10 Melhores Guitarristas" em 2009, enquanto que a Rolling Stone o colocou em sexagésimo quinto lugar em sua lista de "Os 100 Maiores Guitarristas de Todos os Tempos" em 2011. Também, a Guitar World classificou seu solo em November Rain em sexto lugar na sua lista de "Os 100 Melhores Riffs de Guitarra" em 2008, e a Total Guitar colocou seu riff de Sweet Child o' Mine em primeiro lugar na sua lista de "100 Maiores Riffs" em 2004. Em julho de 2012, Slash recebeu uma estrela na Calçada da Fama de Hollywood, em Los Angeles, onde o músico cresceu.
No início de 2016, confirmando os rumores de uma suposta reunião da formação clássica do Guns N' Roses, Slash posta em suas redes sociais a imagem do festival Coachella e do antigo logo do Guns N' Roses, ao mesmo tempo que as contas de Duff McKagan e da página oficial da banda também postaram, confirmando seu retorno ao Guns depois de 20 anos. O seu atual álbum solo foi lançado em 21 de setembro de 2018 com o nome "Living The Dream", este que conta com a participação de Myles Kennedy and The Conspirators, e é o quarto álbum solo da carreira de Slash.

## Biografia pessoal

### Infância e adolescência
Slash, batizado como Saul Hudson, nasceu em Hampstead, uma área nobre de Londres, Inglaterra, em 23 de julho de 1965, filho de Ola Oliver, uma figurinista afro-americana, e Anthony Hudson, um pintor e desenhista inglês. Durante seus primeiros anos, Slash foi criado por seu pai e avós paternos em Stoke-on-Trent, uma vila inglesa no condado de Staffordshire, e mais tarde contou que seu pai e seu avô tinham graves discussões devido ao envolvimento de Anthony com uma mulher negra, mas que ele nunca testemunhou nenhuma delas. Quando tinha cinco anos, Slash e seu pai juntaram-se a Ola em Los Angeles, no estado americano da Califórnia, onde ela mantinha um bem-sucedido emprego como figurinista, trabalhando ao lado de artistas como David Bowie, Ringo Starr e John Lennon. E Anthony, aproveitando os contatos musicais da esposa, tornou-se um popular criador de capas de discos, trabalhando para artistas como Neil Young e Joni Mitchell. Devido ao envolvimento de seus pais com o ramo da música, Slash conheceu diversos astros do rock and roll durante a infância, o que, segundo ele, foi fundamental para sua formação artística.
Quando Slash tinha sete anos, seu irmão, Albion Hudson, nasceu, e eles sempre tiveram uma ótima relação desde pequenos, pois Slash adorava tomar conta do irmão e eles sempre foram grandes amigos nos tempos de escola. Apesar da boa situação financeira, a relação de Ola e Anthony se deteriorou com o passar do tempo devido aos grandes períodos de tempo que eles passavam separados devido ao trabalho de Ola, e Anthony era ressentido devido ao sucesso da esposa e também nunca aprovou o envolvimento de sua sogra na criação das crianças, o que levou a uma separação e posteriormente ao divórcio em 1974. Após a separação, Slash e Albion foram morar com Ola em uma nova casa, e passavam longos períodos de tempo com sua avó, também chamada Ola, enquanto sua mãe estava viajando a trabalho, e Anthony passou por diversos distúrbios emocionais e sofreu de um grave problema de alcoolismo por um tempo, por isso Slash raramente viu seu pai nos anos que se seguiram ao divórcio.
A separação de seus pais levou a Slash a se comportar como uma "criança problema", como ele mesmo se descreveu, e seu comportamento rebelde o levou a sucessivas expulsões de escolas, o garoto também começou a realizar furtos, desde roupas e discos até cobras, seu animal favorito, e ele foi flagrado apenas uma vez ao tentar roubar uma loja da qual sua mãe era uma cliente assídua. Seu melhor amigo na adolescência, Steven Adler, posteriormente tornou-se o baterista original do Guns N' Roses, e Slash recebeu esse apelido de Seymour Cassel, um amigo de seu pai, pois, segundo Seymour, o garoto estava sempre "apressado" (slashed, em inglês), e com o tempo, os filhos de Seymour começaram a chamá-lo de Slash na rua e na escola e este rapidamente tornou-se seu apelido e posteriormente ele foi adotado pelo guitarrista como seu nome artístico.

### Casamentos e família
Slash casou-se pela primeira vez em 10 de outubro de 1992 com a modelo e atriz Renée Suran na praia de Marina del Rey, na Califórnia. Os dois já tinham um longo relacionamento àquela altura, tendo se conhecido três anos antes do casamento. Slash e Renée sempre tiveram um relacionamento conturbado por diversas razões, principalmente devido ao fato de Slash estar sempre viajando com o Guns N' Roses e nunca ser fiel na estrada, e também Renée era uma mulher ressentida por sua carreira não ter o sucesso que ela desejava. Slash revelou que se casou apenas pela pressão que Renée fazia e também por que se sentia solitário na época, mas já disse nunca tê-la amado verdadeiramente. Os dois se divorciaram em 1997 e depois disso nunca mais se viram de novo.
Na véspera de seu primeiro casamento, Slash passou a noite com uma mulher chamada Perla Ferrar, por quem ele sentia um forte atração que, segundo ele, se transformou em amor rapidamente, e após o divórcio de Slash com Renée, ele e Perla iniciaram um relacionamento que se estendeu por um longo tempo, e eles se casaram em 15 de outubro de 2001 em uma cerimônia no Havaí. O casal hoje tem dois filhos, London Emilio, nascido em 28 de agosto de 2002, e Cash Anthony, nascido em 23 de junho de 2004. Em agosto de 2010, Slash entrou com o pedido de divórcio contra Perla, mas reconsiderou pouco tempo depois, descrevendo a ação como "precipitada e impensada", e em 30 de agosto de 2011 o casal renovou seus votos de casamento em uma cerimônia realizada na Ilha de Ibiza, na Espanha, com a presença de familiares e dos amigos mais íntimos. No início do ano de 2015, Slash e Perla anunciaram o divórcio logo após rumores de Slash ter voltado com uma ex-namorada a qual ele tem uma tatuagem de coordenadas igual, com a separação Slash postou fotos provando que realmente reatou esse antigo namoro.

### Envolvimento com drogas e problemas de saúde
Além da música, Slash também é conhecido devido ao seu contínuo envolvimento com drogas e bebidas alcoólicas, tendo começado a fumar cigarros e a ingerir álcool já na adolescência, com cerca de doze anos, e também fumava maconha ocasionalmente, mas só se tornou dependente químico quando já era integrante do Guns N' Roses, desenvolvendo um grande vício em heroína, que também começou a afetá-lo profissionalmente, pois sem uma alta dose da droga ele não conseguia tocar guitarra direito, por isso estava sempre drogado e alterado, o que deteriorou sua saúde rapidamente. O guitarrista passou por diversas clínicas de reabilitação nos anos 90, mas nenhuma internação surtiu efeito pois ele se recusava a cooperar, e sempre deixava a clínica antes do previsto. Slash, no entanto, teve apenas uma grave overdose, que ocorreu quando o Guns N' Roses e o grupo Metallica estavam realizando uma turnê de estádios em 1992; o guitarrista consumiu uma mistura de heroína com crack e cocaína e perdeu totalmente os sentidos, chegando a ter uma parada cardiorrespiratória por alguns segundos, mas se recuperou totalmente e prosseguiu com a turnê normalmente.
Durante seus últimos anos no Guns N' Roses, os problemas de Slash com bebidas pioraram e ele desenvolveu uma grave dependência alcoólica, ingerindo mais de três garrafas de vodca por dia, e depois que ele deixou o Guns e passou a se dedicar ao seu projeto próprio, o Slash's Snakepit, esse vício afetou gravemente seu desempenho musical e durante a última turnê do grupo ele sofreu um ataque cardíaco durante um ensaio na cidade de Pittsburgh, acordando duas semanas depois em um hospital. Nesse período em que esteve desacordado, Slash foi diagnosticado com miocardiopatia, pois o alcoolismo e o abuso de drogas fez com o que coração do guitarrista se deteriorasse quase ao ponto da ruptura e os médicos lhe deram apenas seis dias de vida após ele recobrar os sentidos, mas ele conseguiu se recuperar através de fisioterapia física e descanso mental, e os médicos instalaram um pequeno desfibrilador em seu coração para monitorar seus batimentos, e o músico conseguiu estar apto para se apresentar após alguns meses de exercícios. Em 2009, sua mãe morreu de câncer de pulmão, mas mesmo assim ele continuou fumando cigarros.

## Carreira

### Formação musical (1981–1984)
Slash sempre foi um grande fã de rock and roll e heavy metal desde criança, e quando ele era adolescente sua banda favorita era o Aerosmith, e foi por causa dessa banda que Slash e seu amigo Steven Adler decidiram formar um grupo no qual Slash seria baixista, mas quando começou a frequentar uma escola de música e ouviu seu professor tocar guitarra pela primeira vez, ele decidiu que também queria tocar guitarra definitivamente.
O guitarrista formou sua primeira banda, Tidus Sloan, em 1981, ao lado de alguns colegas de escola, sem vocalista, e eles se apresentavam em pequenos eventos fazendo versões instrumentais de canções famosas. Em 1983, ele e Steven formaram a banda Road Crew, nome baseado na a canção do Motörhead, "(We Are) The Road Crew". Slash colocou um anúncio num jornal à procura de um baixista e recebeu uma resposta de Duff McKagan, que se juntou ao grupo, e eles fizeram audições com uma série de cantores mas não encontraram ninguém adequado, e o grupo se separou. Pouco tempo depois, Slash se juntou a uma banda local chamada Hollywood Rose, que contava com o vocalista Axl Rose e o guitarrista Izzy Stradlin, permanecendo nesse grupo pouco tempo. Após algumas semanas, o Hollywood Rose se fundiu com a banda L.A. Guns, e Axl criou o nome "Guns N' Roses", a princípio um conjunto formado por Axl, Izzy Stradlin, Tracii Guns e Rob Gardner, e posteriormente por Duff McKagan.

### Com Guns N' Roses (1985–1996)
Pouco tempo após a criação de Guns N' Roses, Axl Rose teve um grande desentendimento com o guitarrista Tracii Guns, que acabou deixando a banda, e Axl convidou Slash para substituí-lo. Após poucos ensaios, a banda decidiu sair em uma pequena turnê pela costa americana, de Los Angeles até Seattle, mas antes do início das apresentações o baterista Rob Gardner deixou o grupo e foi então substituído por Steven Adler. A viagem acabou sendo um fiasco pois o carro em que o grupo viajava parou de funcionar logo após a saída de Los Angeles, e o grupo chegou em Seattle pegando carona com diversos desconhecidos, conseguindo realizar apenas o último concerto marcado, no clube Gorilla Gardens de Seattle. Após a volta para Los Angeles, o grupo começou a se apresentar em clubes locais regularmente, chamando a atenção de vários empresários de gravadoras, e após um longo período de indecisão o grupo assinou contrato com a Geffen Records em 1986.

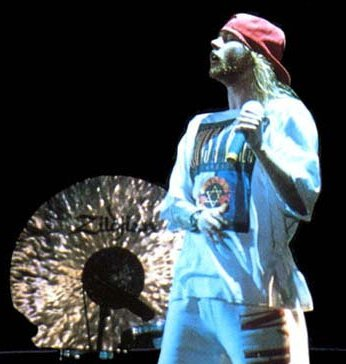
O cantor Axl Rose, líder do Guns N' Roses. Slash e Axl não se falavam desde 1996 após a conturbada saída de Slash do grupo. A dupla voltou a se apresentar juntos em 2016.

Após um longo período, a banda finalmente lançou seu álbum de estreia, Appetite for Destruction, em 21 de julho de 1987, sendo que o disco não fez nenhum grande sucesso inicial. Agenciados pela Geffen, o grupo começou uma turnê promocional longa, sendo que a maioria das apresentações foram abertura para outros artistas e bandas, incluindo grandes nomes do rock and roll como Aerosmith, Alice Cooper, Mötley Crüe, Iron Maiden e outros. Conforme a exposição da banda aumentava, também cresciam as vendas de Appetite for Destruction, que em 1988 atingiu o topo da Billboard 200, a principal parada musical dos Estados Unidos, e hoje em dia o disco já vendeu mais de dezoito milhões de cópias só nos Estados Unidos, sendo um dos álbuns de rock mais importantes da música por trazer clássicos como Sweet Child O'Mine, Welcome to the Jungle, Nightrain e outros. O sucesso do disco gerou uma grande demanda para outros lançamentos, por isso o grupo lançou o EP G N' R Lies em 1988, que vendeu mais de cinco milhões de cópias só nos Estados Unidos, mesmo com apenas quatro de suas oito faixas sendo inéditas até então. Algum tempo depois, Steven Adler foi demitido da banda devido aos seus constantes problemas com drogas, o que afetou a produtividade do conjunto, e foi substituído por Matt Sorum.
Após uma longa pausa, o Guns N' Roses lançou seu segundo álbum em 1991, dividido em duas partes, Use Your Illusion I e Use Your Illusion II, que chegaram ao segundo e ao primeiro lugar da Billboard 200 respectivamente e ao mesmo tempo. Em maio daquele ano, a banda iniciou a longa e lucrativa Use Your Illusion Tour, uma turnê de arenas e estádios que levou o grupo a dezenas de países e durou dois anos e meio. No entanto, essa turnê foi uma época de muitos problemas internos para o grupo devido ao comportamento desrespeitoso de Axl Rose segundo os demais integrantes, pois o cantor sempre atrasava horas para subir ao palco e controlava a banda arbitrariamente, o que deteriorou a relação entre ele e os demais rapidamente. Em novembro, ainda no mesmo ano, Izzy Stradlin deixou o grupo devido a essas desavenças, e foi substituído por Gilby Clarke. Porém, depois que a turnê acabou, Gilby também foi demitido por Axl, que sempre o considerou apenas um funcionário contratado.
Em 1994, Slash criou um projeto paralelo chamado Slash's Snakepit, que alcançou um sucesso considerável e permitiu que o guitarrista realizasse turnês independentes, mas em 1996 ele recebeu ordens da Geffen Records de voltar para Los Angeles pois Axl queria iniciar as gravações do próximo álbum do Guns N' Roses, o que descontentou Slash profundamente. Naquela época, a relação de Slash e Axl estava muito desgastada devido ao comportamento egoísta do vocalista, segundo Slash, e o guitarrista também odiava o modo com que Axl administrava a banda, tomando todas as decisões sozinho, por isso Slash finalmente deixou a banda ao fim daquele ano, passando a se dedicar ao Snakepit em tempo integral. Duff McKagan e Matt Sorum também deixaram a banda pouco tempo depois, e a partir de então Axl passou a cantar na banda com uma nova formação de músicos de apoio.
Em 2 de novembro de 1996, Axl Rose enviou um fax para a MTV por meio do qual dizia que o guitarrista fora desligado oficialmente e legalmente do Guns N' Roses em 31 de dezembro de 1995.

### Snakepit e Blues Ball (1994–2002)

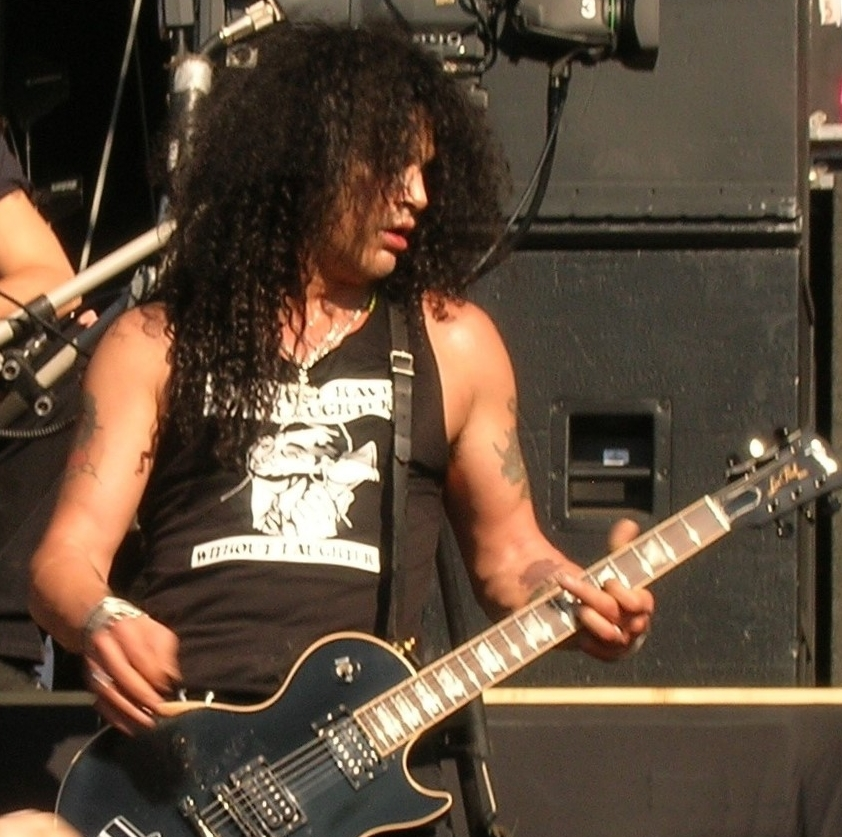
Slash durante um evento em 2005.

Em 1994, Slash formou o Slash's Snakepit, um projeto paralelo que contou com os seus até então colegas no Guns N' Roses, Matt Sorum e Gilby Clarke na bateria e guitarra-base respectivamente, assim como Mike Inez no baixo e Eric Dover nos vocais. A banda gravou um material que Slash havia composto originalmente para o Guns N' Roses, e as canções foram lançadas no álbum It's Five O'Clock Somewhere, lançado pela Geffen em 1995. O álbum recebeu aclamação pela crítica especializada por ignorar as convenções então populares de música alternativa, e o disco também teve um sucesso comercial acima do esperado, vendendo mais de um milhão de cópias só nos Estados Unidos. A banda então iniciou uma turnê promocional na América do Norte com apresentações em clubes e teatros, mas em 1996 Slash teve de encerrar as atividades do grupo devido a pressão que a Geffen fazia para que ele se juntasse a Axl Rose para compor um novo álbum para o Guns N' Roses, o qual ele se desligaria no fim daquele ano.
Em 1997, Slash recebeu uma proposta para fazer um concerto em um festival de jazz em Budapeste, na Hungria, e o guitarrista aceitou imediatamente, montando um grupo de apoio com o baixista Johnny Griparic e criando um repertório com canções de blues rock e jazz rock e canções de artistas como BB King e Otis Redding. Slash chamou esse grupo de Blues Ball e após o concerto na Hungria, a banda recebeu várias outras propostas e realizou apresentações por quase dois anos. Ao fim desses concertos, Slash decidiu formar uma nova versão do Snakepit com Johnny Griparic e outros músicos de apoio, e a banda então assinou um contrato com a Koch Records e lançou o álbum Ain't Life Grand em 2000. O disco acabou recebendo avaliações menos favoráveis da crítica e também teve um desempenho comercial fraco pois a Koch não investiu muito em propaganda, mas mesmo assim a banda iniciou uma longa turnê promocional que começou com uma série de apresentações como abertura para a banda de hard rock AC/DC em 2001, e depois o Snakepit iniciou sua própria série de apresentações em clubes e teatros.
Nessa época, a saúde de Slash estava muito debilitada devido ao seu grave alcoolismo, e o guitarrista sofreu um sério ataque cardíaco e teve de passar vários meses sem fazer esforço físico, mas conseguir ficar apto para se apresentar novamente com muita fisioterapia, e o guitarrista se determinou a cumprir as datas do Snakepit que haviam sido adiadas, mas ele andava insatisfeito com o comportamento irresponsável dos outros membros do grupo, por isso, quando a turnê acabou em 2002, os músicos se separaram e o Snakepit foi permanentemente encerrado.

### Velvet Revolver (2002–2008)

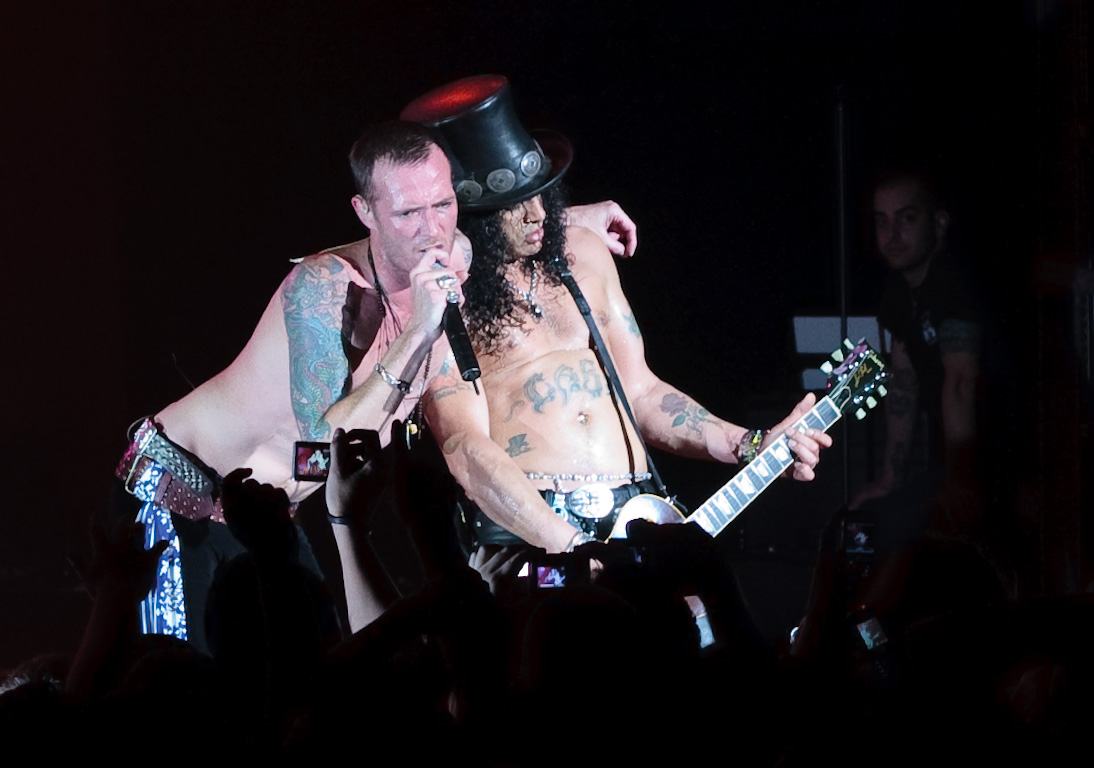
Slash e Scott Weiland ao vivo com Velvet Revolver na Inglaterra em 2008.

Em 2002, Slash se reuniu com Duff McKagan e Matt Sorum para um concerto em homenagem a Randy Castillo, um baterista que morrera vítima de câncer pulmonar. Após a apresentação, Slash percebeu que eles poderiam criar algo interessante juntos, e convidaram Dave Kushner, que já havia tocado com Duff anteriormente, para se juntar ao grupo. Por muitos meses, os quatro procuraram um vocalista através de fitas demo enviadas por milhares de candidatos, mas acabaram contratando Scott Weiland, do Stone Temple Pilots.
Em 2003, o grupo adotou o nome Velvet Revolver e durante o verão foi lançado seu primeiro single, "Set Me Free", mais foi apenas em 2004 que eles lançaram seu álbum de estreia, Contraband, que chegou ao topo da Billboard 200, e o grupo realizou uma longa turnê promocional. Após a turnê, a banda iniciou um hiato para descansar, e nessa época houve um desentendimento entre Slash e os demais integrantes, pois Axl Rose divulgou na mídia a alegadamente falsa notícia de que Slash havia ido até sua casa ofender os demais músicos do Velvet Revolver e pedir para voltar ao Guns N' Roses, e os colegas de Slash acreditaram inicialmente, mas após um tempo todos perceberam que tudo era inventado e o grupo começou a trabalhar novamente.
Em 2007, a banda lançou o disco Libertad e iniciou uma segunda turnê mundial. Durante uma apresentação em 2008, Scott anunciou para o público que seria a última turnê da banda, e ele deixou o grupo no mês seguinte para se reunir ao Stone Temple Pilots, e mesmo assim o grupo não acabou oficialmente, apenas está em pausa já que todos os outros integrantes estão ocupados com outros projetos. No início de 2010, a banda começou a escrever novas canções e a fazer testes com novos cantores, e até janeiro de 2011, já haviam sido gravadas nove demos, mas em abril Slash afirmou que eles tinham sido incapazes de encontrar um cantor adequado e que o Velvet Revolver permaneceria em hiato para os próximos anos, enquanto seus membros se concentram em outros projetos.

### Carreira solo (2008–Presente)
Já em setembro de 2008, Slash começou a gravar canções para seu álbum solo de estreia que ele, a princípio, planejava chamar de Slash and Friends, mas quando o Velvet Revolver se separou ele decidiu titular o disco de apenas Slash e usá-lo como início de uma carreira independente, mas manteve a ideia original de gravá-lo ao lado de diversos músicos e cantores diferentes. O disco possui a voz de cantores como Ozzy Osbourne e Fergie e foi lançado em abril de 2010, chegando ao terceiro lugar da Billboard 200 e sendo grande destaque nas paradas de dezenas de países em todos os continentes. O guitarrista anunciou uma turnê promocional e, para acompanhá-lo, montou uma banda de apoio com o vocal de Myles Kennedy, que também esteve no álbum, e entre 2010 e 2011 eles realizaram concertos ao redor do mundo, a Slash World Tour, contando com duas datas em Portugal, nas cidades de Lisboa e Porto, e também três datas no Brasil, nas cidades de São Paulo, Rio de Janeiro e Curitiba.[carece de fontes?] O guitarrista ainda voltou a Portugal para se apresentar no festival Super Bock Super Rock de 2011.
Após uma curta pausa, Slash reuniu seus músicos novamente e o grupo começou a trabalhar em seu segundo disco, Apocalyptic Love, lançado em maio de 2012, dessa vez com sua banda e seu vocalista, Myles, tocando em todas as faixas, creditados no encarte do disco como "Myles Kennedy and the Conspirators". O álbum chegou ao quarto lugar da Billboard 200, e já naquele mesmo mês de maio, Slash e seus músicos iniciaram sua nova turnê mundial, a Apocalyptic Love World Tour, que ainda não tem datas marcadas para Portugal, mas vai passar pelo Brasil com datas nas cidades de Rio de Janeiro, São Paulo, Curitiba, Brasília e Porto Alegre, e a turnê vai prosseguir até o fim de 2013, e o guitarrista já revelou que ele já está trabalhando em novas ideias ao lado de seus músicos para um próximo álbum. Em Setembro de 2014 Slash lançou seu segundo disco solo World On Fire em parceria com Myles Kennedy e the Conspirators, realizando uma turnê em diversos países e também 6 datas no Brasil, nas cidades de Rio de Janeiro, Belo Horizonte, Brasília, Curitiba, Porto Alegre e São Paulo. Após realizar a turnê de divulgação do album World On Fire entre 2014 e 2015, em 2016 Slash anuncia sua volta ao Guns N`Roses. Já em meados de 2017 Slash volta ao estúdio para gravar seu terceiro disco em parceria com "Myles Kennedy and the Conspirators" agora com nome de Living the Dream, lançando em Setembro de 2018 pela sua própria gravadora-Snakepit Records. O álbum Living the Dream recebeu críticas positivas de fontes online e de revistas. O álbum vendeu cerca de 20.000 cópias em sua primeira semana. Com uma breve parada do Guns n` Roses, Slash saiu em turnê para divulgar seu disco entre 2018 e 2019, passando pelo Brasil em 8 datas entre Maio e Junho de 2019 nas cidades de Porto Alegre, Florianópolis, Curitiba, São Paulo, Uberlândia, Brasília, Recife e fortaleza. Durante sua turnê gravou seu DVD intitulado "Slash Featuring Myles Kennedy And The Conspirators - Livin The Dream Tour", com ingressos esgotados, no lendário Hammersmith Apollo em Londres. Atualmente Slash está em uma turnê com Myles Kennedy divulgando seu disco "4''.

### Retorno ao Guns N' Roses (2016–presente)
Em julho de 2015, o guitarrista DJ Ashba anuncia que não será mais o guitarrista do Guns N' Roses dali em diante, alegando que gostaria de se dedicar mais à sua banda de origem, Sixx:A.M.. Em agosto de 2015, é a vez de Bumblefoot anunciar sua saída da banda. Neste mês, o Guns N' Roses estava sem dois guitarristas, e Slash declarou ao jornal sueco Aftonbladet, em relação a Axl Rose: "já estava provavelmente passando da hora, sabe? Mas está legal agora. Você sabe, deixar aquela negatividade, aquelas coisas negativas que estavam acontecendo por tanto tempo." Começaram, a partir daí, várias especulações acerca de uma possível reunião com a formação clássica.
Após vários meses de especulações e boatos, em janeiro de 2016 Slash posta em suas redes sociais o logo antigo do Guns N' Roses com as inscrições do festival Coachella. Praticamente ao mesmo tempo, Duff McKagan e o perfil oficial do Guns N' Roses no Facebook postam a mesma imagem, selando a volta de dois dos principais membros da banda após 20 anos de ruptura.
Foram anunciados dois shows no festival Coachella (Califórnia) nos dias 16 e 23 de abril de 2016. Posteriormente foram anunciados dois shows na T-Mobile Arena em Las Vegas, a serem realizados antes do Coachella, nos dias 8 e 9 de abril de 2016. Depois foram anunciados dois shows no Estádio Foro Sol na Cidade do México nos dias 19 e 20 de abril de 2016.
Com esses seis shows marcados, a banda colocou a internet abaixo no dia 1º de abril de 2016, exatamente uma semana antes do seu retorno aos palcos com Axl, Slash e Duff juntos pela primeira vez desde 1993, quando fizeram o último show da turnê Use Your Illusions em Buenos Aires, na Argentina. Neste dia, o perfil oficial da banda e de seus membros anunciaram um show surpresa na lendária casa noturna Troubadour em Los Angeles para o mesmo dia. O Troubadour é conhecido por ter sido o palco de uma das primeiras apresentações da formação clássica do Guns N' Roses, no meio da década de 80, já sem Rob Gardner e Tracii Guns, o que deixou o show ainda mais interessante. A pequena casa recebeu convidados da banda para o show histórico, além de poucos afortunados fãs que conseguiram comprar ingressos pelo simbólico e impressionante preço de 10 dólares.
Na oportunidade, ficou confirmado que apenas Slash e Duff da formação original haviam retornado. Além de Axl Rose, completam a banda Dizzy Reed (teclados e pianos), Richard Fortus (guitarra base), Frank Ferrer (bateria), e a jovem Melissa Reese (teclados e sintetizadores), que substituiu Chris Pitman.
A banda fez um show histórico, com Axl Rose apresentando uma ótima forma vocal. O set list incluiu músicas de praticamente todos os álbuns (exceto o álbum Lies), mostrou Slash executando pela primeira vez as músicas do álbum Chinese Democracy, um cover da canção The Seeker, da banda The Who, além de Double Talkin' Jive, música que não era tocada pela banda desde 1993.
A turnê foi batizada com o nome de Not in This Lifetime (não nesta vida), em alusão à resposta que Axl deu ao site TMZ, na saída de um hotel na Califórnia em 2012, quando questionado sobre a chance de ocorrer uma reunião da formação clássica do Guns N' Roses. Logo após os primeiros shows, foram anunciados mais de 20 apresentações em território americano entre os meses de junho e agosto de 2016.
Em 14 de julho de 2016, o Guns N' Roses anunciou em seu site oficial a turnê sul-americana, incluindo seis shows no Brasil nas cidades de Porto Alegre, São Paulo, Curitiba, Brasília e Rio de Janeiro. Já em 2017 o Guns n`Roses voltam ao Brasil para ser um dos headliner do Festival Rock in Rio realizado no Rio de Janeiro e do Festival São Paulo Trip com shows tendo mais de 3 horas de duração. Em 2020 o Guns N`Roses voltaria ao Brasil para uma única apresentação no Festival Lollapalooza 2020 em São Paulo no dia 3 de Abril, porém teve a apresentação cancelada pela pandemia de COVID-19. A banda se apresentou novamente no Brasil apenas em 2022.

### Colaborações e parcerias famosas
Ao longo de sua carreira, Slash tocou ao lado de grandes nomes da música mundial, tanto grupos quanto artistas individuais, dos mais variados estilos. Em 1991, ele tocou em duas faixas do álbum Dangerous, de Michael Jackson, sendo elas "Give in to Me" e "Black or White", aparecendo no vídeo da primeira canção ao lado do cantor. Em 1995, Slash tocou em "D.S.", uma canção controversa de Michael no disco HIStory, e em 1997 participou da canção "Morphine", no álbum Blood on the Dance Floor. Em 2001, Slash tocou em "Privacy" no disco Invincible, e no mesmo ano se apresentou no concerto especial que o cantor organizou no Madison Square Garden de Nova Iorque em comemoração ao seu aniversário de trinta anos de carreira.
Em 1993, Slash apareceu no álbum Stone Free: A Tribute to Jimi Hendrix na faixa "I Don't Live Today" ao lado do cantor Paul Rodgers e do grupo Gypsys. Em 1996, o guitarrista tocou com Alice Cooper no clube de Sammy Hagar em Cabo San Lucas, no México, e o concerto foi lançado como o DVD A Fistful of Alice. Em 1997, Slash apareceu ao lado do rapper Ol' Dirty Bastard na regravação de seu sucesso "Fix", aparecendo também em seu respectivo vídeo. Em 2000, Slash acompanhou Ronnie Wood, dos Rolling Stones, em sua canção Far East Man, e também o acompanhou durante uma turnê pelo Reino Unido. Ainda naquele ano, Slash tocou ao lado do renomado pianista Ray Charles na canção God Bless America Again, e também gravou para seu álbum Ray and Friends, mas depois que Ray morreu a parte de Slash foi cortada da versão final.
Em 2003, Slash participou do álbum de retorno dos Yardbirds, Birdland, tocando a guitarra principal na faixa Over, Under, Sideways, Down. Em 2005, Slash acompanhou um de seus ídolos, Eric Clapton, na canção Tears in Heaven, cujos lucros foram revertidos para instituições de caridade nos Estados Unidos. Em 2008, Slash voltou a tocar com Alice Cooper no álbum Along Came a Spider e no ano seguinte, foi destaque no single da cantora barbadense Rihanna, Rockstar 101, retirado do seu álbum Rated R. Em dezembro de 2019 Ozzy Osbourne lançou o seu novo single, "Straight To Hell", mais uma faixa de seu novo álbum, "Ordinary Man", Contando com Slash na guitarra.

### Trabalhos em outras mídias
No decorrer de sua carreira, Slash já participou de diversos filmes e programas de televisão, sempre em papéis pequenos, e também já compôs várias trilhas sonoras para cinema e televisão. Em 1988, Slash e os demais integrantes do Guns N' Roses apareceram no filme The Dead Pool, com a canção da banda, Welcome to the Jungle, sendo a principal faixa na trilha sonora do filme. Em 1994, o guitarrista interpretou um radialista na popular série de terror Tales from the Crypt, e posteriormente atuou em muitas outras séries, como a popular MADtv, em 2005. Em 2003, Slash dublou uma versão fictícia de si mesmo na série animada Kid Notorious, de Robert Evans, que na vida real é um grande amigo e vizinho de Slash em Los Angeles.
Em 2009 o guitarrista foi um juiz convidado no programa de calouros American Idol, e em 2010, Slash anunciou que havia fundado uma produtora de filmes independentes, a Slasher Films, e sua primeira produção, um filme chamado Nothing to Fear. A maior experiência de Slash com trilhas sonoras ocorreu em 1996, quando ele compôs o tema principal do filme Curdled, de Quentin Tarantino, a canção chama-se "Obsession" e tem os vocais da cantora espanhola Marta Sánchez.
Em 2007, Slash foi lançado como personagem no jogo Guitar Hero III: Legends of Rock, com sua performance tendo sido captada através de detectores de movimento para ser reproduzida no jogo. A princípio, o guitarrista é um oponente e precisa ser derrotado em uma performance de Welcome to the Jungle, mas se torna um personagem selecionável ao jogador caso seja derrotado. Também em 2007, o guitarrista lançou sua autobiografia, chamada simplesmente de Slash, escrita em parceria com Anthony Bozza, e o guitarrista também colaborou com a autobiografia do músico Nikki Sixx, chamada The Heroin Diaries: A Year in the Life of a Shattered Rock Star, também lançada em 2007. Apareceu também no filme Bob Esponja: Um Herói Fora da Água de 2015.

## Estilo musical e influências
Slash cresceu em um ambiente artístico variado, tendo contato com todos os estilos de música através dos clientes de sua mãe Ola, uma famosa figurinista de Los Angeles. A primeira banda de rock and roll que Slash realmente admirou foi Aerosmith, que ele conheceu através de seus amigos de escola com o disco Rocks, em 1976, que continua como disco favorito dele até hoje, e Slash também era grande fã da banda Led Zeppelin e de seu guitarrista, Jimmy Page, que foi sua maior inspiração quanto a seu instrumento. Nos anos 70, outra banda que se destacou foi Van Halen e seu guitarrista, Eddie Van Halen, Yngwie Malmsteen que também foram muito importantes para Slash em sua adolescência.

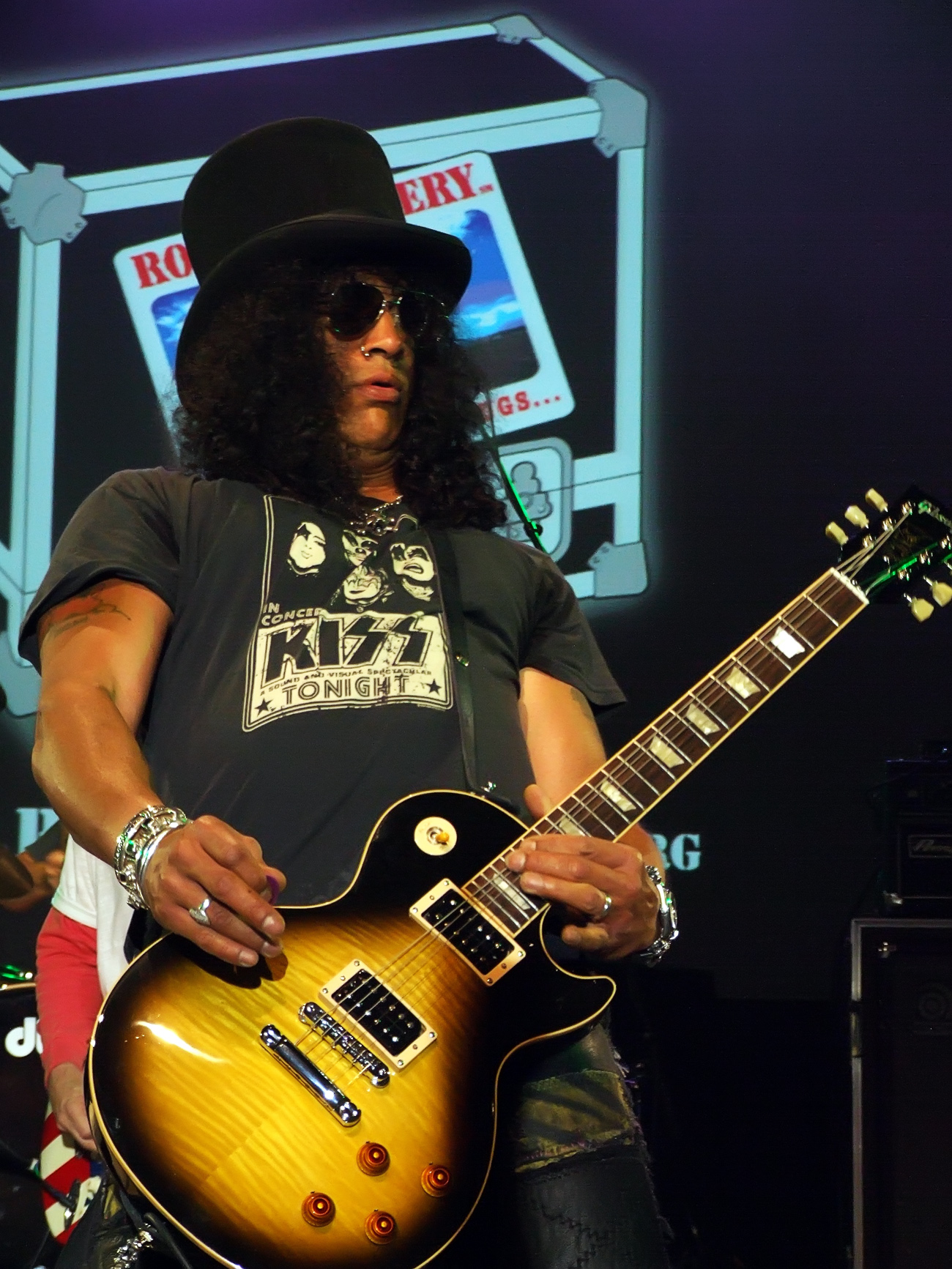
Slash em 2008.

Como guitarrista, Slash estabeleceu carreira como músico de hard rock, e suas performances no palco possuem influências do blues e do jazz, que refletem no modo como Slash dedilha o instrumento e também em sua postura. O primeiro álbum do Guns N' Roses foi pesado, e Slash tocou de uma forma dinâmica, influenciado principalmente pelo Motörhead, e o disco inteiro soou como um trabalho de punk rock, mas no trabalho seguinte, nos dois volumes Use Your Illusion, o som foi mais trabalhado, com muita presença de teclados e sintetizadores, principalmente por vontade de Axl Rose, e Slash realizou performances mais controladas, deixando suas influências do jazz em maior evidência, principalmente em canções como "Estranged" e "November Rain", e segundo o guitarrista essas performances foram espelhadas em músicos como Chuck Berry e Eric Clapton. Slash descreveu o som desses dois álbuns como "épico e grandioso", o que, segundo ele, era algo bom ou ruim dependendo do ouvinte.
Com o Snakepit, Slash lançou canções puramente baseadas no hard rock, com guitarras soando pesadas e melodias rápidas, e essa mesma linha foi seguida com o Velvet Revolver, mas o envolvimento de outros compositores levaram o som da banda a ser mais diversificado. Também, muitos avaliadores fizeram comparações inevitáveis com os trabalhos anteriores dos integrantes, e a banda foi descrita como "uma boa herança dos Stone Temple Pilots na maioria das músicas, que melhoram quando ouvidas de novo", e terminou os defindo como "encorajadores". Slash revelou que muitas faixas possuem influências do grunge, baseadas em bandas como o Nirvana. Em sua carreira solo, Slash voltou ao rock que ele descreve como "básico", fazendo canções apenas com os elementos tradicionais de uma banda, sem teclado ou outros tipos de complemento, com seu segundo disco sendo considerado o mais pesado de sua carreira.

## Equipamento

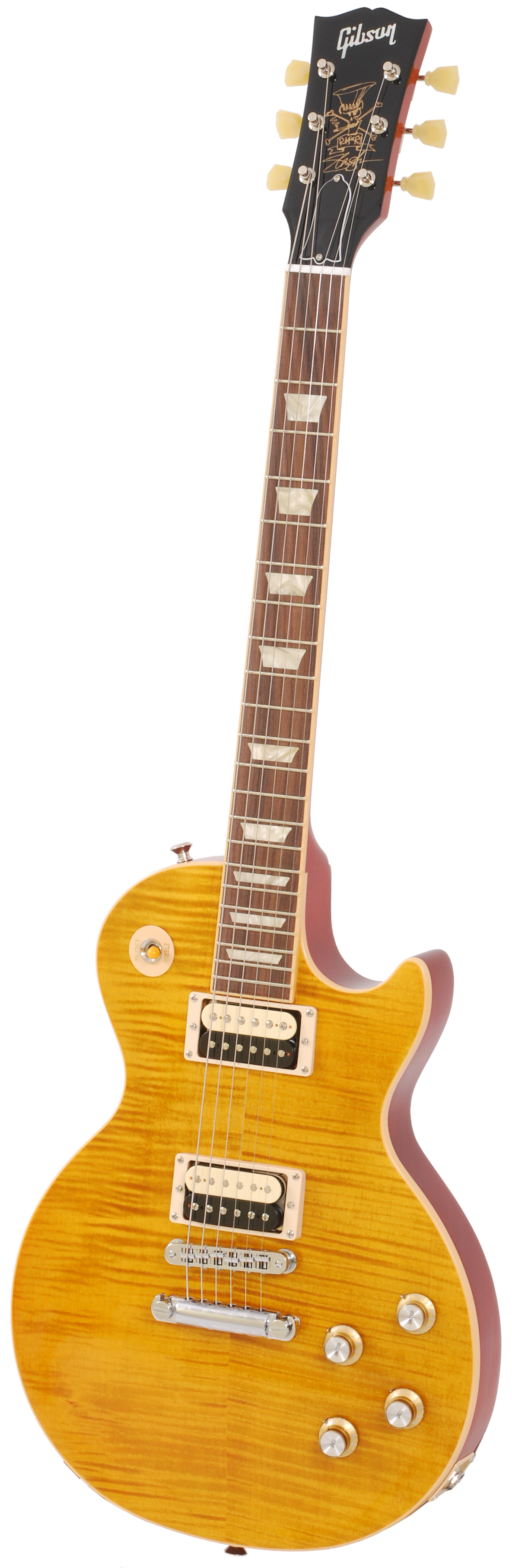
A tradicional guitarra Gibson Les Paul Standard 1959 que Slash usa há mais de trinta anos.

Atualmente, Slash possui uma coleção com mais de cem guitarras diferentes. Desde o início do Guns N' Roses até os dias atuais, Slash utiliza a guitarra Gibson Les Paul, que ele chama de "a melhor guitarra para mim", e a companhia de fabricação, a Gibson, considera Slash o responsável por renovar sua popularidade. A principal guitarra de Slash é uma Gibson Les Paul Standard 1959, réplica da guitarra de Joe Perry, e Slash a usou em todas as suas gravações profissionais subsequentes. Também desde o início do Guns N' Roses, Slash usa um Gibson Les Paul Standard 1988 ao vivo, esta guitarra já teve seu braço quebrado em dois lugares, mas Les Paul, criador do modelo, fez os reparos necessários e o músico continuou a usá-la.
Quanto aos amplificadores, Slash prefere os da marca Marshall, principalmente o Silver Jubilee JCM 2555-amp, sendo que ele usava um Marshall 1959 nos primeiros anos do Guns N' Roses, regulando o equipamento para quatro EL34 na parte de potência e três ECC83 no pré-amplificador. Para gravar "Contraband" com o Velvet Revolver, Slash usou um Vox AC30 e um par de pequenos Fenders, e para gravar "Libertad" ele usou um Marshall Vintage Modern 2466-amp. Para sua carreira solo, tanto no palco quanto em estúdio, Slash passou a usar um Marshall AFD100-amp.
Slash já cedeu seu nome para a Gibson onze vezes para a criação de marcas de guitarra especias, três delas através da Gibson USA, quatro através da Gibson Custome Shop e quatro através da Epiphone, uma subdivisão da Gisbon. Ele também já cedeu seu nome para outras empresas de equipamentos, dentre elas a Marshall, que lançou uma linha de amplificadores chamada de Slash Signature JCM 2555, limitada em três mil cópias, em 2007 a Dunlop lançou a linha de pedais Crybaby SW-95 Slash Signature Wah, e em 2010 a Seymour Duncan lançou a linha de captadores Alnico II Pro Slash APH-2, designada para criar um tom semelhante ao que Slash cria em estúdio.
Também em 2010, a Marshall lançou a linha Marshall AFD100, uma réplica do amplificador Marshall 1959 que Slash usou para gravar o álbum Appetite for Destruction, uma linha limitada em duas mil e trezentas cópias. A B.C. Rich também lançou a B.C. Rich Handcrafted Mockingbird, uma réplica da guitarra vermelha que Slash utilizou no clipe da canção You Could Be Mine, do Guns N' Roses. A réplica tem o braço de cor marrom claro e o corpo em mogno com a parte externa também em marrom (a original de Slash tem a parte externa do corpo em preto), trazendo tarraxas Grover Super Rotomatic em forma de diamante, uma ponte Floyd Rose e captadores Seymour Duncan Alnico II, com o acabamento em vermelho transparente.
Em Janeiro de 2020 Slash lançou sua primeira linha de guitarras e violões em parceria com a fabricante norte-americana Gibson. A "Slash Collection" Conta 4 guitarras elétricas Les Paul Standard e 2 violões J-45 Standard.

## Recepção e legado cultural
Slash sempre recebeu aclamação mundial da crítica, sendo hoje considerado um dos melhores guitarristas de todos os tempos e uma grande influência para artistas atuais. Em 2005, Slash foi nomeado o melhor guitarrista de todos os tempos pela revista Esquire, e em 2007 a revista Metal Hammer o chamou de "o senhor dos riffs" na quarta edição do Golden Gods Awards. Em 2008, Slash ficou em vigésimo primeiro lugar na lista da Gigwise dos "50 Maiores Guitarristas da História", e no ano seguinte ele foi vice-líder na lista dos "10 Melhores Guitarristas" feita pela revista Time. Em 2011, a revista Rolling Stone o deixou em sexagésima quinta posição em sua lista dos "100 Maiores Guitarristas de Todos os Tempos".

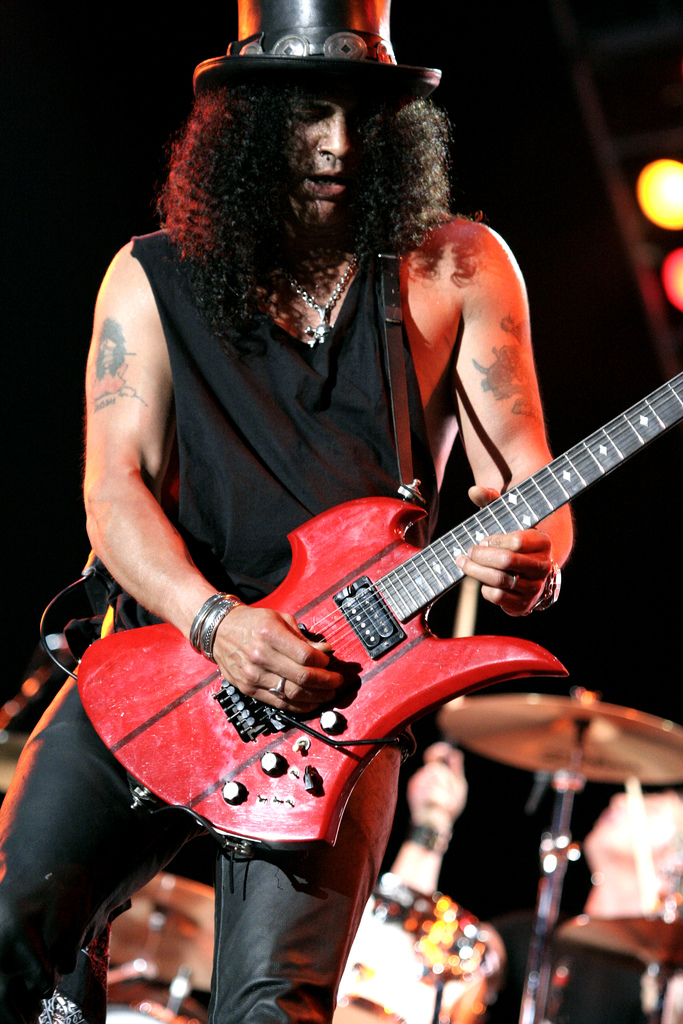
Slash ao vivo em 2007.

Em 2004, o Riff de Slash na canção Sweet Child O'Mine ficou no topo da lista da Total Guitar dos "100 Maiores Riffs", e seus solos nas canções Paradise City, Welcome to the Jungle e Out Ta Get Me também entraram na lista, na décima nona, vigésima primeira e quinquagésima primeira posição nessa ordem. Em 2006, na mesma revista, o solo de Paradise City foi votado pelos leitores em terceiro lugar na lista dos "100 Riffs de Guitarra Mais Quentes", enquanto que os solos em Sweet Child O'Mine e November Rain foram votados em trigésimo e octogésimo segundo lugar nessa lista. Em 2008, a Guitar World colocou o solo de November Rain em sexto lugar na lista dos "100 Greatest Guitar Riffs", enquanto que o solo de Sweet Child O' Mine ficou em trigésimo sétimo lugar. Em 2010, os leitores dessa mesma revista deixaram o solo de Slither em segundo lugar na lista dos "50 Maiores Riffs da Década", enquanto que o solo de By the Sword ficou em vigésimo segundo lugar.
Em 2007, Slash ganhou uma estrela na Calçada da Fama do Rock, ao lado de Jimmy Page, Eddie Van Halen e Jimi Hendrix, e em 2010 ele foi homenageado no Sunset Strip Music Festival, quando o prefeito de Los Angeles declarou aquele 26 de agosto como o "dia do Slash". Em 2012, o guitarrista foi introduzido no Corredor da Fama do Rock and Roll como parte da formação clássica do Guns N' Roses, apresentando no evento as canções Paradise City, Sweet Child O'Mine e Mr. Brownstone ao lado de Duff McKagan, Steven Adler, Matt Sorum e Gilby Clarke, todos ex-membros do Guns N' Roses, sendo que Myles Kennedy foi convidado para os vocais, enquanto que Axl Rose, Dizzy Reed e Izzy Stradlin não compareceram. Mais tarde naquele ano, Slash ganhou uma estrela na Calçada da Fama de Hollywood, localizada bem em frente ao Hard Rock Cafe, no centro da famosa avenida Hollywood Boulevard.
Seu álbum solo 4, de 2022, foi eleito como o 15º melhor álbum de guitarra de 2022 por leitores da Guitar World, que também elegeram o seu solo na faixa "Fill My World" como o oitavo melhor solo de guitarra de 2022.

## Discografia
A seguir está uma lista resumida dos álbuns lançados por Slash em seus principais projetos. Para uma lista completa dos trabalhos do guitarrista, visite o anexo indicado acima.
Com o Guns N' Roses:
- 1987 - Appetite for Destruction
- 1988 - G N' R Lies
- 1991 - Use Your Illusion I
- 1991 - Use Your Illusion II
- 1993 - The Spaghetti Incident?
- 2021 - Hard Skool

Com o Slash's Snakepit:
- 1995 - It's Five O'Clock Somewhere
- 2000 - Ain't Life Grand (2000)

Com o Velvet Revolver:
- 2004 - Contraband
- 2007 - Libertad

Solo:
- 2010 - Slash
- 2018 - Universal Monsters Maze Soundtrack: Halloween Horror Nights
- Orgy of the Damned (2024)

com sua banda "Myles Kennedy & The Conspirators"
- 2012 - Apocalyptic Love
- 2014 - World On Fire
- 2018 - Living The Dream
- 2022 - 4